# Cogumelo Records
Cogumelo Records ist ein Plattenlabel aus Brasilien, das sich auf Untergrund-Metal und Punk spezialisiert hat.

## Geschichte
Cogumelo wurde 1980 als Rock-Plattenladen gegründet. 1985 erfolgte der Entschluss, auch eigene Platten unter dem Label Cogumelo Records zu veröffentlichen. Die daraufhin in 1000 Exemplaren aufgelegte Split-LP Século XX/Bestial Devastation von Sepultura und Overdose war binnen eines Monats ausverkauft und wurde bis 1989 insgesamt 20.000 Mal nachgepresst. Seit 1986 veröffentlicht Cogumelo Material von Death-Metal- und Black-Metal-Bands aus dem brasilianischen Untergrund, darunter weitere Alben von Sepultura, das Debüt I.N.R.I. von Sarcófago und weitere Veröffentlichungen brasilianischer extremer Metal-Bands. Die Compilation-LP Lost Tapes of Cogumelo mit Demomaterial der ersten beim Label unter Vertrag befindlichen Bands ist heute zu einer gesuchten Rarität geworden.
Das Label ist bis in die Gegenwart (2024) aktiv, der Labelkatalog umfasst ca. 500 verschiedene Titel, von denen etwa die Hälfte auf mehreren Formaten (Vinyl und CD) erhältlich sind. Die Distribution des Labels erfolgt überwiegend nur in Südamerika, im Rest der Welt liegen die Erfolgstitel in lizenzierten Auflagen großer Distributoren wie Roadrunner Records oder Music for Nations vor.

## Bands
Zu den vom Label vertretenen Bands zählen:
- Absolute Disgrace
- Akerbeltz
- Chakal
- Cirhosis
- Drowned
- Headhunter DC
- Holocausto
- Impurity
- Kamikaze
- Lethal Curse
- Lustful
- Mutilator
- Overdose
- Pathologic Noise
- Perpetual Dusk
- Sarcófago
- Scourge
- Sepultura
- Sextrash
- Siecrist
- Siiegrid Ingrid
- Sociedade Armada
- Thespian
- Vulcano
- Witchhammer

Zu den ehemaligen Bands gehört u. a. Attomica.